# Cratere Satkania
Satkania è un cratere sulla superficie di Marte.